# Pierre-Marie Avon
Pour les articles homonymes, voir Avon.
Pierre-Marie Avon, né le 24 avril 1847, à Pont-Saint-Esprit, et mort le 23 février 1901, à Basse-Terre est un prélat catholique français, évêque de Guadeloupe et Basse-Terre, de 1899 à 1901.

## Biographie
Pierre-Marie Avon est né le 24 avril 1847, à Pont-Saint-Esprit, dans le département du Gard.
Il est ordonné prêtre le 7 juin 1873, puis devient évêque de Guadeloupe et Basse-Terre, le 4 février 1899.
Il est confirmé à ce ministère, le 22 juin 1899, puis reçoit la consécration épiscopale des mains de Frédéric Fuzet, évêque de Beauvais, le 5 novembre 1899.
Il occupe ce siège jusqu'à sa mort, survenue le 23 février 1901, à Basse-Terre, en Guadeloupe.

## Armes
Taillé cousu de gueules au chrismon d'or, et d'azur au rameau d'olivier d'argent.